# الألمان الهايتيين

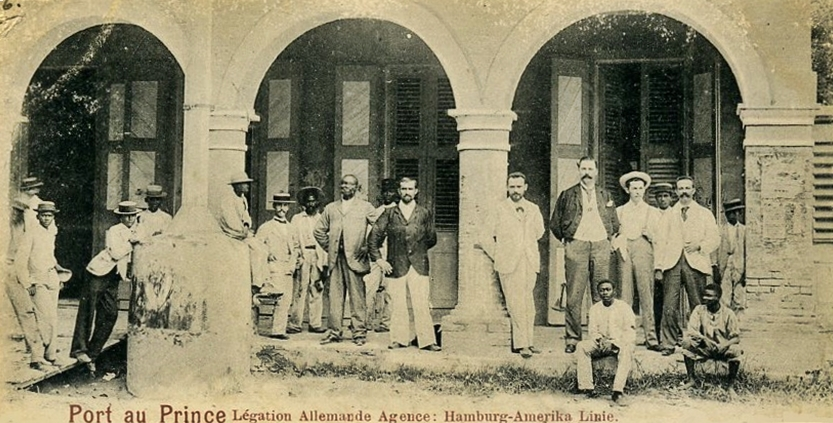
صورة تظهر بعض موظفي المفوضية الألمانية ووكالة هامبورغ-أميريكا لاين في بورت أو برنس في هايتي. تم ارسال بطاقة بريدية بالصورة بالبريد في عام 1901.

الألمان الهايتيين هم هايتيين من أصل ألماني أو ألمان يحملون الجنسية الهايتية.

## التاريخ
كانت أقدم مستوطنة ألمانية معروفة في سانت دومينغو في بومباردوبولس، جنوب مول سانت نيكولاس. جاء حوالي ألف ألماني إلى بومباردوبوليس في القرن الثامن عشر وتمكنوا من كسب العيش من زراعة القهوة. لقد حصلوا على الجنسية الهايتية من جان جاك ديسالين بعد عام 1804، واختلطوا تدريجيًا مع بقية السكان. كان لدى هنري كريستوف مهندسون عسكريون ألمان صمموا قلعة لافيرير وأشرفوا على بنائها.
في عام 1910، سيطر الألمان الهايتيون على 80% من التجارة الدولية في هايتي. ومع أن الهايتيين الألمان بلغ عددهم حوالي 200 فقط، إلا أنهم استخدموا كمية غير متناسبة من القوة الاقتصادية. على سبيل المثال، كانوا يمتلكون ويشغلون مرافق في بورت أو برانس وكاب هايتيان ولكنهم سيطروا أيضًا على رصيف بورت أو برانس الرئيسي. تنافس هؤلاء الألمان مع التجار الفرنسيين على الإيصالات الجمركية التي مثلت الديون الهايتية الصارخة على الدائنين الأوروبيين وكذلك السيطرة على البنك الوطني الهايتي الضعيف.
عندما أعلنت الولايات المتحدة الحرب على ألمانيا في عام 1917، احتجت حكومة هايتي على نشاط الغواصات الألمانية الثقيلة في المنطقة. طردت هايتي الألمان من البلاد وقطع ألمانيا العلاقات الدبلوماسية مع هايتي. أعطى هذا الهايتيين ذريعة لإعلان الحرب رسميًا في 14 يوليو 1918. صادرت الحكومة الهايتية الممتلكات الألمانية وتم تصفيتها. وفي عام 1918، عاد الألمان إلى الجزيرة بعد الحرب واستأنفوا أعمالهم القديمة واستعادوا ممتلكاتهم.

## من الهايتيين الألمان
- Werner Jaegerhuber، مؤلف موسيقي شهير
- جو جايتجينز، لاعب كرة القدم للمنتخب الوطني للولايات المتحدة في كأس العالم 1950.